# Нардербос
Нардербос (нід. Naarderbos) — селище в нідерландській провінції Північна Голландія. Входить до муніципалітету Гойсе-Мерен. Є передмістям Нардена, що значною частиною складається із віл на узбережжі озера Гоїмер.
Його площа становить 0,55 км², а населення станом на 2021 рік складало 460 осіб.

## Галерея

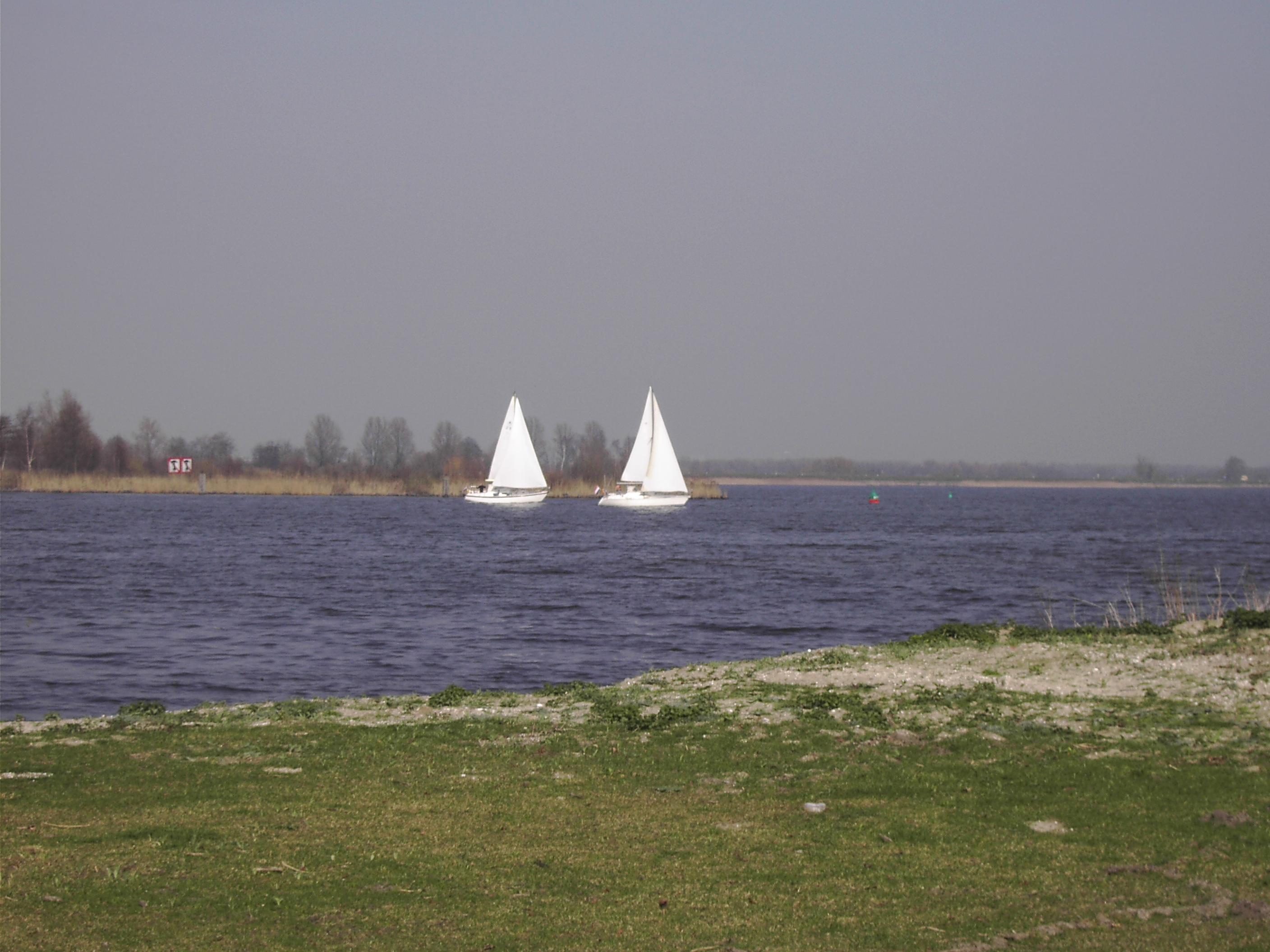
Озеро Гоїмер
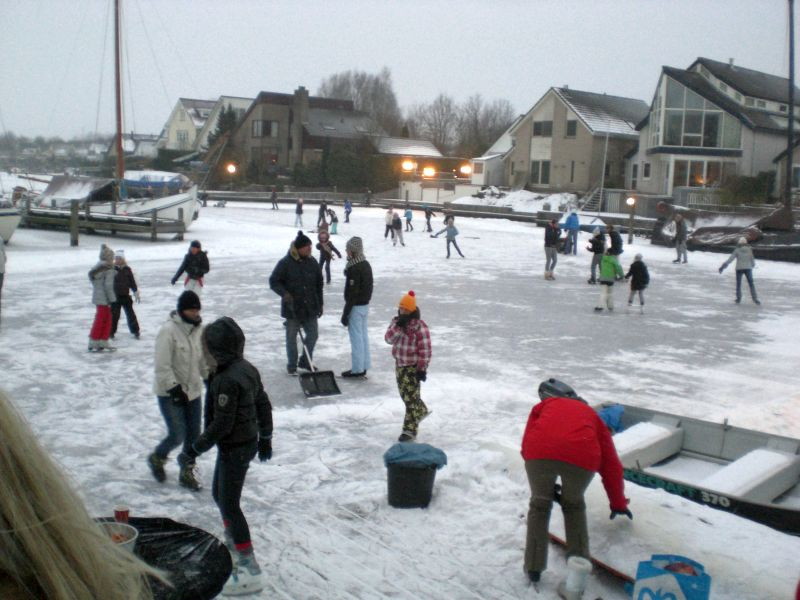
Ковзанка у селищі